# Parroquia de Punta Carretas
La Iglesia de Nuestra Señora del Sagrado Corazón, más conocida como Parroquia de Punta Carretas, es una iglesia uruguaya, ubicada la calle José Ellauri en el barrio de Punta Carretas, Montevideo.

## Historia
Originalmente estaba a cargo de la orden de los Hermanos Menores Capuchinos. En la época que se inicia su construcción, había en la zona una carencia de templos católicos, y además entraba en vigencia la Constitución de 1918, que separaba a la Iglesia Católica del Estado; por lo cual esta construcción fue realizada sobre la base de donaciones privadas. Entre los impulsores de la misma, cabe destacar a la Liga de Damas Católicas del Uruguay y al poeta Juan Zorrilla de San Martín. Uno de los primeros clérigos a cargo fue el padre Agustín de Savona.
Desde 1983, es atendida por el clero diocesano, cuyo párroco más recordado fue el Pbro. Haroldo Ponce de León.
A mediados de la década de 1990, la construcción del Punta Carretas Shopping, combinada con el efecto vibratorio del tránsito, afectó la estructura del edificio; con tal motivo, tras estudios realizados por la Facultad de Ingeniería, en 1997-1999 fue sometida a obras de restauración, a cargo de los arquitectos Antonio Cravotto y Eduardo Signorelli. Sin embargo, aún se mantienen visibles los daños en la estructura edilicia.

## Órgano
Esta iglesia cuenta con un órgano alemán de marca Walcker Orgelbau del año 1954 (en esta época llegaron muchos otros órganos similares a Montevideo). Puede apreciarse su musicalidad en las Misas dominicales de las 11:30hs.
La presencia de este instrumento ha motivado numerosos festivales de órgano, con la participación de notables organistas como Ángelo Turriziani y Cristina García Banegas.

## Galería

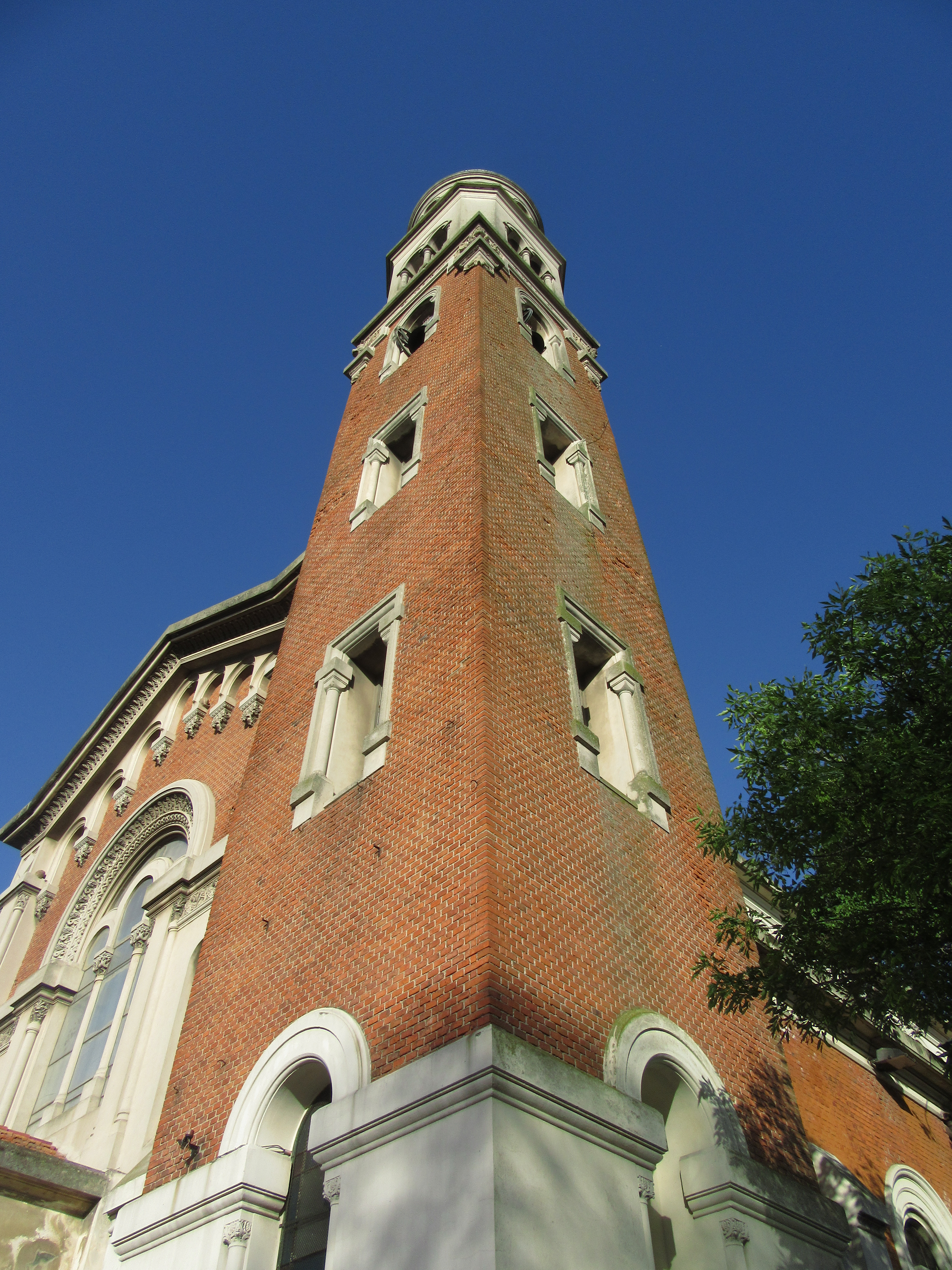
Torre
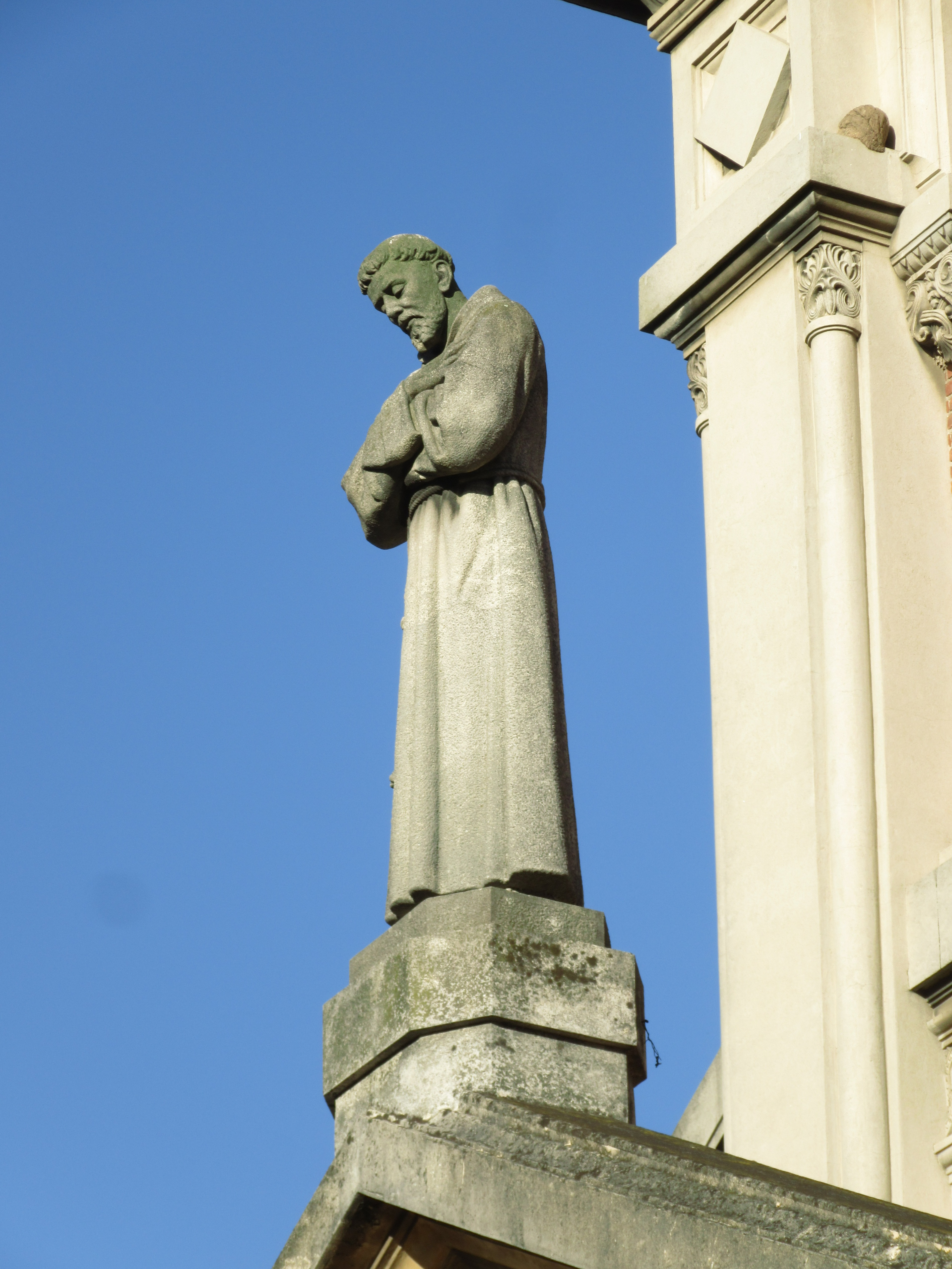
Estatua
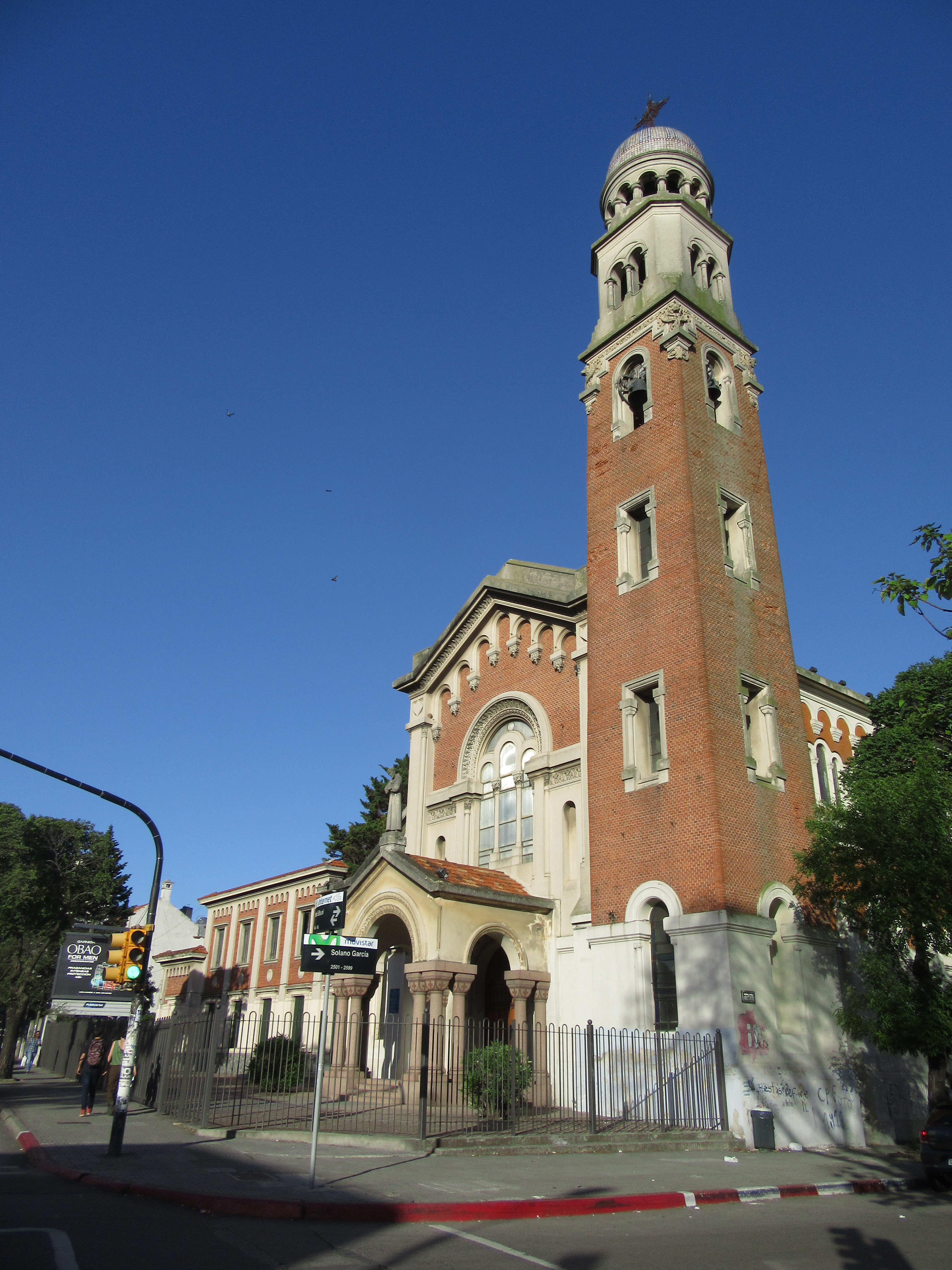
Desde la calle
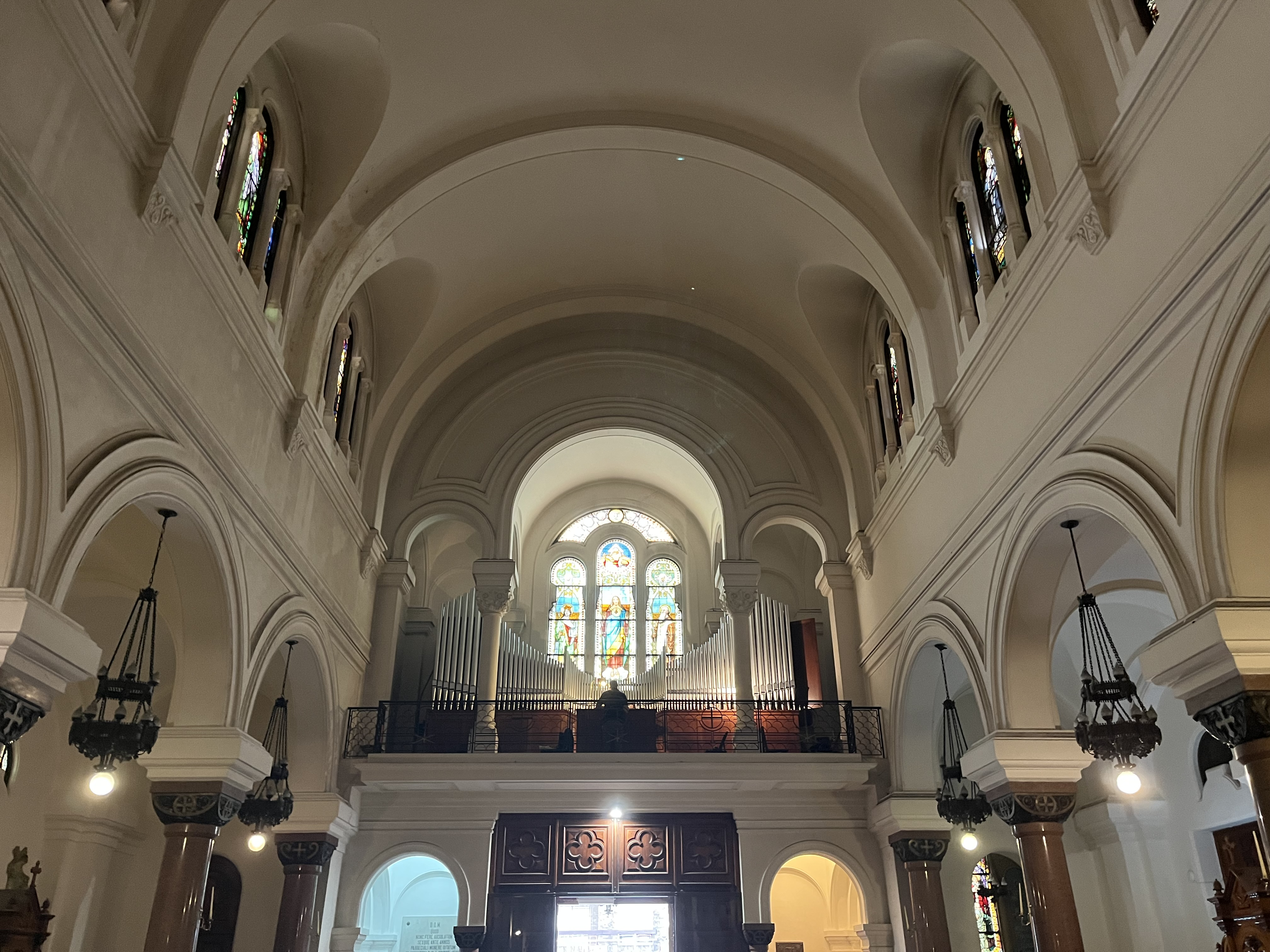
Interior
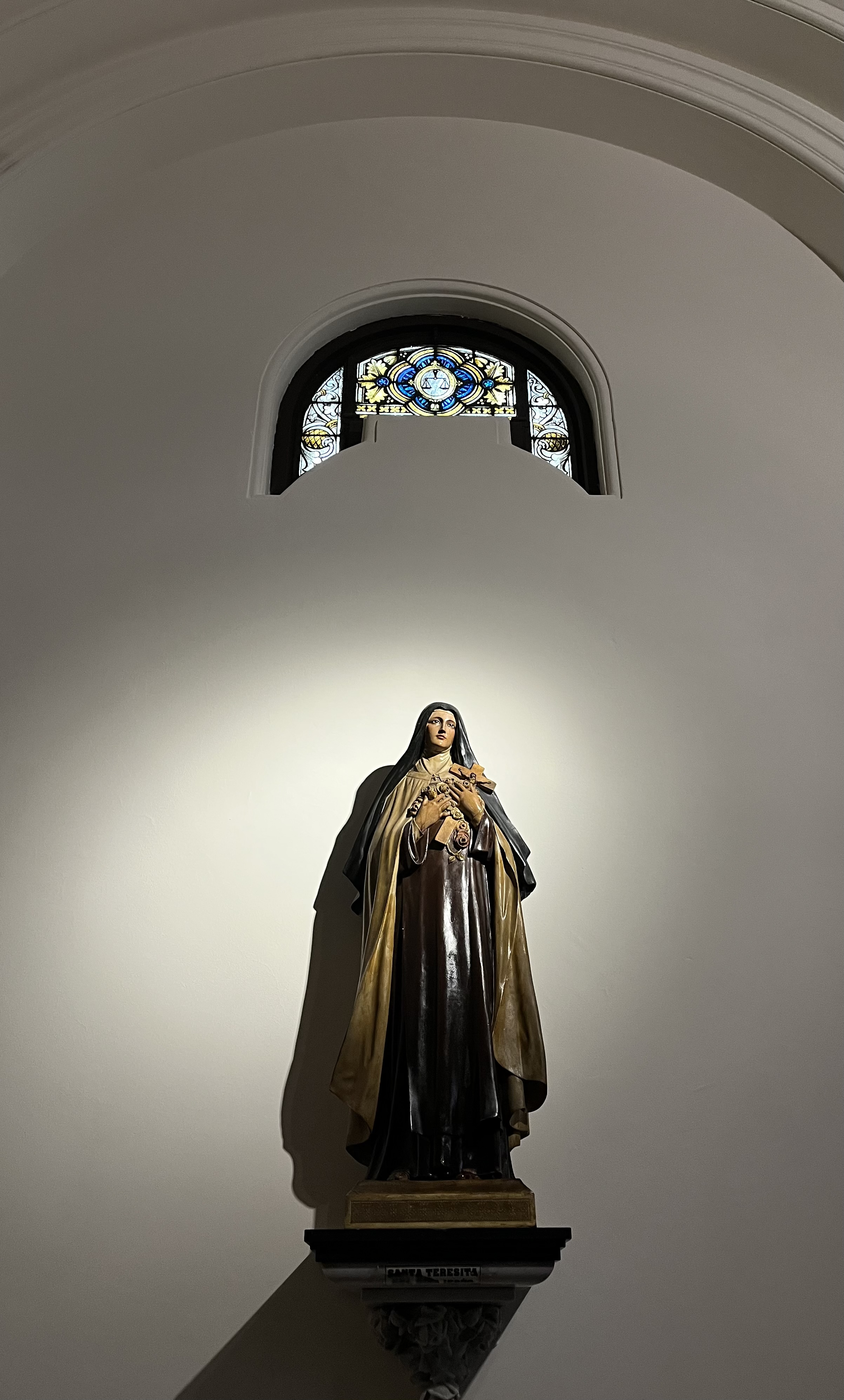